# Fissidens subulatifolius
Fissidens subulatifolius är en bladmossart som beskrevs av Jean Édouard Gabriel Narcisse Paris 1900. Fissidens subulatifolius ingår i släktet fickmossor, och familjen Fissidentaceae. Inga underarter finns listade i Catalogue of Life.